# Nigrische Fußballnationalmannschaft (U-17-Junioren)
Die nigrische U-17-Fußballnationalmannschaft ist eine Auswahlmannschaft nigrischer Fußballspieler. Sie unterliegt der Fédération Nigérienne de Football und repräsentiert sie international auf U-17-Ebene, etwa in Freundschaftsspielen gegen die Auswahlmannschaften anderer nationaler Verbände, bei U-17-Afrikameisterschaften und U-17-Weltmeisterschaften.

## Teilnahme an U-17-Weltmeisterschaften
(Bis 1989 U-16-Weltmeisterschaft)
| 1985 | nicht teilgenommen |
| 1987 | nicht teilgenommen |
| 1989 | nicht teilgenommen |
| 1991 | nicht teilgenommen |
| 1993 | nicht teilgenommen |
| 1995 | nicht teilgenommen |
| 1997 | nicht teilgenommen |
| 1999 | nicht teilgenommen |
| 2001 | nicht teilgenommen |
| 2003 | zurückgezogen      |
| 2005 | nicht teilgenommen |
| 2007 | nicht teilgenommen |
| 2009 | disqualifiziert    |
| 2011 | nicht qualifiziert |
| 2013 | nicht qualifiziert |
| 2015 | nicht qualifiziert |
| 2017 | Achtelfinale       |
| 2019 | nicht qualifiziert |
| 2021 | –                  |
| 2023 | nicht qualifiziert |

## Teilnahme an U-17-Afrikameisterschaften
| 1995 | nicht teilgenommen |
| 1997 | nicht teilgenommen |
| 1999 | nicht teilgenommen |
| 2001 | nicht teilgenommen |
| 2003 | zurückgezogen      |
| 2005 | nicht teilgenommen |
| 2007 | nicht teilgenommen |
| 2009 | disqualifiziert    |
| 2011 | nicht teilgenommen |
| 2013 | nicht qualifiziert |
| 2015 | Vorrunde           |
| 2017 | 4. Platz           |
| 2019 | nicht qualifiziert |
| 2021 | –                  |
| 2023 | nicht qualifiziert |

## Verweise
- Niger Football Federation website